# Epiblastus basalis
Epiblastus basalis är en orkidéart som beskrevs av Rudolf Schlechter. Epiblastus basalis ingår i släktet Epiblastus och familjen orkidéer. Inga underarter finns listade i Catalogue of Life.